# Henry Hathaway
Henry Hathaway (* 13. März 1898 in Sacramento, Kalifornien; † 11. Februar 1985 in Hollywood) war ein US-amerikanischer Filmregisseur. Geboren als Henri Léopold de Fiennes Hathaway, war er der Sohn des amerikanischen Schauspielers und Bühnenmanagers Rhody Hathaway (1868–1944) und der in Ungarn geborenen belgischen Marquise Lillie de Fiennes (1876–1938), die unter dem Namen Jean Hathaway auftrat. Hathaway wurde für Abenteuerfilme, seine Beiträge zu Hollywoods Schwarzer Serie sowie dem Westerngenre der 1960er Jahre bekannt. Legendär wurde sein Film Niagara, mit dem er Marilyn Monroe zu Weltruhm verhalf.

## Leben
Hathaway erlernte den Beruf des Regisseurs als Assistent von Filmemachern wie Josef von Sternberg und Victor Fleming. In den 1920er Jahren war er Assistent bei dem legendären Monumentalfilm Ben Hur. Fleming assistierte er 1929 bei der Erstverfilmung des Western The Virginian, der ab 1962 Basis war für die Fernsehserie Die Leute von der Shiloh Ranch, die ebenfalls den Originaltitel The Virginian trug. Von Sternberg assistierte er 1930 bei Marocco, dem ersten Film von Marlene Dietrich in den USA.
Ab 1932 konnte er dann eigenverantwortlich Regie führen und wurde einer der erfolgreichsten Regisseure von Western. Hathaway war 1936 für einen Oscar nominiert. Nach 1945 drehte er einige der besten Hollywood-Thriller der Schwarzen Serie. In den 1960er Jahren führte er das Westerngenre zu neuer Blüte, mit Filmen, die heute als Klassiker gelten.
Im Laufe seiner Karriere wurde Hathaway mehrfach ausgezeichnet und war für verschiedene Preise nominiert. 1960 wurde er mit einem Stern auf dem Hollywood Walk of Fame geehrt und 1967 als Regisseur mit dem Golden Laurel ausgezeichnet.
Hathaway wurde auf dem „Holy Cross-Friedhof“ in Culver City, Kalifornien begraben.

## Filmografie
- 1923: Menschen zweier Welten (The Call of the Canyon) (Requisiteur)
- 1924: Verwöhnte junge Damen (Empty Hands) (Requisiteur)
- 1925: Prärieteufel (The Thundering Herd) (Regisseur der Second Unit)
- 1927: Eddie, der Postillion der Liebe (Special Delivery) (Regieassistent)
- 1928: Liebeslüge (The Shopworn Angel) (Regieassistent)
- 1929: Rothaut (Redskin) (Regieassistent)
- 1929: Der Held des Tages (The Love Doctor) (Regieassistent)
- 1930: Das Verbrechen von Buenas Terras (The Texan) (Regieassistent)
- 1932: Heritage of the Desert
- 1932: Wild Horse Mesa
- 1933: The Thundering Herd
- 1933: Flammenreiter (Sunset Pass)
- 1933: Mädchenraub in Wildwest (Man of the Forest)
- 1933: To the Last Man
- 1934: Come on Marines!
- 1934: Treffpunkt: Paris! (Now and Forever)
- 1935: Bengali (The Lives of a Bengal Lancer)
- 1935: Peter Ibbetson
- 1936: Kampf in den Bergen (The Trail of the Lonesome Pine)
- 1936: Auf in den Westen (Go West Young Man)
- 1936: I Loved a Soldier
- 1937: Schiffbruch der Seelen (Souls at Sea)
- 1938: Piraten in Alaska (Spawn of the North)
- 1939: Verrat im Dschungel (The Real Glory)
- 1940: Johnny Apollo
- 1940: Treck nach Utah (Brigham Young: Frontiersman)
- 1941: Verfluchtes Land (The Shepherd of the Hills)
- 1941: Waffenschmuggler von Kenya (Sundown)
- 1942: 10 Leutnants von West-Point (Ten Gentlemen from West Point)
- 1942: China Girl
- 1944: Zu Hause in Indiana (Home in Indiana)
- 1944: Mission im Pazifik (Wing and a Prayer)
- 1945: Das Haus in der 92. Straße (The House on 92nd Street)
- 1946: Feind im Dunkel (The Dark Corner)
- 1946: 13 Rue Madeleine
- 1947: Der Todeskuß (Kiss of Death)
- 1948: Kennwort 777 (Call Northside 777)
- 1949: Seemannslos (Down to the Sea in Ships)
- 1950: Die schwarze Rose (The Black Rose)
- 1951: Zwei in der Falle (Rawhide)
- 1951: You’re in the Navy Now
- 1951: Vierzehn Stunden (Fourteen Hours)
- 1951: Rommel, der Wüstenfuchs (Desert Fox. The Story of Rommel)
- 1952: Kurier nach Triest (Diplomatic Courier)
- 1952: Fünf Perlen (O. Henry’s Full House)
- 1953: Niagara
- 1953: Weiße Frau am Kongo (White Witch Doctor)
- 1954: Prinz Eisenherz (Prince Valiant)
- 1954: Der Garten des Bösen (Garden of Evil)
- 1954: Der Favorit (The Racers)
- 1955: Gefangene des Stroms (The Bottom of the Bottle)
- 1956: 23 Schritte zum Abgrund (23 Paces to Baker Street)
- 1957: Die Stadt der Verlorenen (Legend of the Lost)
- 1958: Schieß zurück, Cowboy (From Hell to Texas)
- 1959: Ungebändigt (Woman Obsessed)
- 1960: Sieben Diebe (Seven Thieves)
- 1960: Land der tausend Abenteuer (North to Alaska)
- 1962: Das war der Wilde Westen (How the West Was Won) (drei Episoden)
- 1963: Der Menschen Hörigkeit (Of Human Bondage) zusätzliche Szenen
- 1964: Circus-Welt (Circus World)
- 1965: Die vier Söhne der Katie Elder (The Sons of Katie Elder)
- 1966: Nevada Smith
- 1967: Die letzte Safari (The Last Safari)
- 1968: Todfeinde (5 Card Stud)
- 1968: Der Marshal (True Grit)
- 1971: Im Morgengrauen brach die Hölle los (Raid on Rommel)
- 1971: Abrechnung in Gun Hill (Shoot Out)
- 1974: Hangup